# Майк Каракас
Майк Каракас (англ. Mike Karakas; народився 12 грудня 1911, Аврора, Міннесота, США — 2 травня 1992) — грекоамериканський професіональний хокеїст. Провів 9 сезонів в Національній хокейній лізі, 8 сезонів в Американській хокейній лізі. Двічі виступав в фіналах Кубка Стенлі, й 1938 року здобув цей трофей. Є одним з перших гравців, удостоєних почесті в Хокейній залі слави США (United States Hockey Hall of Fame).

## Дитинство
Народився Майк Каракас в селищі Аврора (Міннесота), Міннесота, це було невеличке поселення (до 500 жителів) в родині ємігрантів з Греції, але згодом сім'я переїхала до більшого містечка округи - сусіднього 2000-ого Евеліз (Eveleth). Саме в цьому містечку й зростав Майк, який ще в юнацькі роки відмічався спортивними ухилами та запам'ятався городянам як вдалий гравець в бейсбол, разом з Френком Брімсеком (Frank Brimsek) вони успішно ловили м'ячі кинуті пітчером. Згодом, завдяки такої бейсбольної практики - кетчери Майк Каракас і Френк Брімсек здійснили вдалу кар'єру в хокеї, їх запримітили в командах НХЛ й юнаки подалися здобувати слави на льодових майданчиках.

## Початки кар'єри воротаря
19-літнього юнака, Майка Каракаса запросив до своєї команди один з визначних фінансистів та згодом упорядників НХЛ - Джеймс Е. Норріс. В 30-х роках ХХ століття, ця людина була визначним фінансовим донором команд НХЛ, будучи мажоритарним власником команди Чикаго Блекгокс він мав намір стати її головним власником, але через інтереси іншого власника команди Фредеріка Маклафліна йому це не вдалося. Тому Джеймс Е. Норріс вийшов з правління клубу та створив іншу команду «Чикаго Шамрокс» і будучи співвласником льодової арени в Чикаго мав намір заявити свою команду в НХЛ. Але заради власних інтересів та монопольного становища в лізі Фредеріку вдалося вмовити-перекупити рішення упорядників НХЛ й не дозволити участі 2-ї команди з Чикаго в НХЛ.
За таких обставин, щоб не розпускати команди, Джеймсу Е. Норрісу вдалося домовитися з власниками інших американських клубів (не учасників НХЛ) й створити Американську Хокейну Лігу - на противагу НХЛ, (керівник-розпорядник НХЛ - Френк Колдер вів безкомпромісну війну з цією лігою, відчуваючи здорову конкуренцію з їх сторони, називаючи їх «Ліга поза законом»).
Саме тоді розпочав хокейну кар'єру Майк Каракас, він був помічником головного воротаря «Чикаго Шамрокс», в турнірі з 7 команд, молода чиказька команда здобула 4-місце. Наступного сезону уже Майк стояв у рамці воріт як основний воротар команди і відстояв в 44 іграх (з 48) та суттєво прилучився до здобуття командою першого місця в АХЛ. В цей час бачачи, успіхи й змістовну гру своєї команди, Джеймс Е. Норріс почав чергові переговори про прилучення її до НХЛ, цього разу йому вдалося узгодити всі моменти з Френком Колдером й довелося викупити частку в команді «Сент-Луїс Флайєрс», заради її заявки в НХЛ. Тому команда переможець АХЛ «Чикаго Шамрокс» була розпущена, а гравці переведені до Сент-Луїса, але, в чергове, завдяки закулісним іграм «старця» Фредеріка Маклафліна, запеклого ворога сім'ї Норісів, рішення Колдера відмінили. Тому команді «Сент-Луїс Флайєрс» довелося знову виступати в АХЛ - вони успішно зіграли, добившись 2 результату. А наступними сезонами команда мала великі перспективи, але в цей час, у їх спонсора з'явився новий шанс закріпитися в НХЛ, Френк Колдер запропонував викупити частку в команді «Детройт Кугарс» (яка лише 5 років в НХЛ, але через фінансові проблеми завше була відстаючою). Цього разу Джеймсу Е. Норрісу вдалося таки добитися свого, але цього разу довелося розпрощатися з створеною ним командою, оскільки в Детройті була уже зіграна команда, й йому вдалося залучити лише кількох гравців. Молодий Майк Каракас не міг витримати конкуренції з ветеранами Детройта, й, як один з найкращих гравців команди, спокусився на пропозицію тодішнього перможця АХЛ «Талса Ойлерс». В цій команді він зіграв два сезони, будучи основним воротарем, й допомагав команді уримуватися на 2 щаблях підсумкової турнірної таблиці.

## Переходи
- 28 жовтня 1935 року: контракт як вільний агент в Чикаго.
- 30 грудня 1939 року: призупинено контракт з Чикаго на частину, що залишилася до кінця сезону 1939-40 років, а після відмови в його розриві переведений в команду Провіденсу (АХЛ).
- 23 лютого 1940 року: попереднє рішення скасовано президентом НХЛ Френком Колдером і права на нього передані в Монреаль на решту сезону 1939-40 роківі через втрату «канадійцями» голкіпера Вільфа Кюді (травма плеча).
- 14 травня 1940 року: продані з Провіденсу назад в Чикаго за готівковий розрахунок.
- 7 січня 1944 року: проданий, знову, в Чикаго з Провіденсу та ще й впридачу Гек Гайзон, Гор Баттрі і $ 10000.

## Зведена таблиця турнірних досягнень
| Сезон       | Команда            | Ліга        | І   | В   | П   | Нічиї | ЧНЛ   | ГП   | А  | СП   |
| ----------- | ------------------ | ----------- | --- | --- | --- | ----- | ----- | ---- | -- | ---- |
| 1930–31     | Чикаго Шамрокс     | АХА         | 8   | 0   | 0   | 0     | 0     | 98   | 0  | 2.09 |
| 1931–32     | Чикаго Шамрокс     | АХА         | 48  | 0   | 0   | 0     | 0     | 72   | 0  | 1.50 |
| 1932–33     | Сент Луїс Флайєрс  | АХА         | 44  | 0   | 0   | 0     | 0     | 88   | 0  | 2.00 |
| 1933–34     | Талса Ойлерс       | АХА         | 48  | 0   | 0   | 0     | 0     | 110  | 0  | 2.29 |
| 1934–35     | Талса Ойлерс       | АХА         | 41  | 20  | 17  | 4     | 2640  | 77   | 4  | 1.75 |
| 1935–36     | Чикаго Блек Гокс   | НХЛ         | 48  | 21  | 19  | 8     | 2990  | 92   | 9  | 1.85 |
| 1936–37     | Чикаго Блек Гокс   | НХЛ         | 48  | 14  | 27  | 7     | 2978  | 131  | 5  | 2.64 |
| 1937–38     | Чикаго Блек Гокс   | НХЛ         | 48  | 14  | 25  | 9     | 2980  | 139  | 1  | 2.80 |
| 1938–39     | Чикаго Блек Гокс   | НХЛ         | 48  | 12  | 28  | 8     | 2988  | 132  | 5  | 2.65 |
| 1939–40     | Провіденс Редс     | IAHL        | 14  | 0   | 0   | 0     | 0     | 43   | 1  | 3.07 |
| 1939–40     | Чикаго Блек Гокс   | НХЛ         | 17  | 7   | 9   | 1     | 1050  | 58   | 0  | 3.31 |
| 1939–40     | Монреаль Канадієнс | НХЛ         | 5   | 0   | 4   | 1     | 310   | 18   | 0  | 3.48 |
| 1940–41     | Провіденс Редс     | АХЛ         | 56  | 0   | 0   | 0     | 0     | 161  | 0  | 2.87 |
| 1941–42     | Провіденс Редс     | АХЛ         | 0   | 0   | 0   | 0     | 0     | 244  | 1  | 4.28 |
| 1941–42     | Нью Гевен Іґлс     | АХЛ         | 0   | 0   | 0   | 0     | 0     | 0    | 0  | 0.00 |
| 1942–43     | Провіденс Редс     | АХЛ         | 56  | 0   | 0   | 0     | 0     | 216  | 2  | 3.86 |
| 1943–44     | Провіденс Редс     | АХЛ         | 25  | 0   | 0   | 0     | 0     | 85   | 0  | 3.40 |
| 1943–44     | Чикаго Блек Гокс   | НХЛ         | 26  | 12  | 9   | 5     | 1560  | 79   | 3  | 3.04 |
| 1944–45     | Чикаго Блек Гокс   | НХЛ         | 48  | 12  | 29  | 7     | 2880  | 187  | 4  | 3.90 |
| 1945–46     | Чикаго Блек Гокс   | НХЛ         | 48  | 22  | 19  | 7     | 2880  | 166  | 1  | 3.46 |
| 1946–47     | Провіденс Редс     | АХЛ         | 62  | 21  | 31  | 10    | 3720  | 266  | 0  | 4.29 |
| 1947–48     | Провіденс Редс     | АХЛ         | 2   | 0   | 0   | 0     | 0     | 7    | 0  | 3.50 |
| НХЛ загалом | НХЛ загалом        | НХЛ загалом | 336 | 114 | 169 | 53    | 20616 | 1002 | 28 | 2.92 |

І = матчі; В = перемоги; П = поразки; ЧНЛ = часу на льоду (хвилини: секунди); ГП = голів пропущено; СП = Середня кількість пропущених шайб; А = результативні передачі

### Плей-оф
| Сезон       | Команда          | Ліга        | І  | В  | П  | Нічиї | ЧНЛ | ГП | СП   |
| ----------- | ---------------- | ----------- | -- | -- | -- | ----- | --- | -- | ---- |
| 1935–36     | Чикаго Блек Гокс | НХЛ         | 2  | 1  | 1  | 120   | 7   | 0  | 3.50 |
| 1937–38     | Чикаго Блек Гокс | НХЛ         | 8  | 6  | 2  | 525   | 15  | 2  | 1.71 |
| 1943–44     | Чикаго Блек Гокс | НХЛ         | 9  | 4  | 5  | 549   | 24  | 1  | 2.62 |
| 1945–46     | Чикаго Блек Гокс | НХЛ         | 4  | 0  | 4  | 240   | 26  | 0  | 6.50 |
| НХЛ загалом | НХЛ загалом      | НХЛ загалом | 23 | 11 | 12 | 1434  | 72  | 3  | 3.01 |

І = матчі; В = перемоги; П = поразки; ЧНЛ = часу на льоду (хвилини: секунди); ГП = голів пропущено; СП = Середня кількість пропущених шайб

## Нагороди й досягнення
- Призваний до «Команди всіх зірок  АХА» (перша команда) в сезоні 1934-35 років.
- Переможець Національної Хокейної Ліги в складі «Чикаго Блекгокс» і визнаний Новачком року (пізніше нагорода - Колдер Трофі) в 1935-36 роках.
- Володар Кубка Стенлі в складі Чикаго Блек Гокс в 1938 році.
- Призваний до «Команди всіх зірок  АХЛ» (перша команда) в сезоні 1940-41 років.
- Призваний до «Команди всіх зірок  АХЛ» (друга команда) в сезоні 1942-43 років.
- Призваний до «Команди всіх зірок  НХЛ» (друга команда) в сезоні 1944-45 років.

## Зовнішні посилання
- Інтернет посилання про Майка Каракаса (англ.)
- Біографія Майка Каракаса [Архівовано 27 січня 2012 у Wayback Machine.] на Legends of Hockey [Архівовано 6 грудня 2000 у Wayback Machine.] (англ.)